# IC 804
IC 804 је спирална галаксија у сазвјежђу Дјевица која се налази на листи објеката дубоког неба у Индекс каталогу.
Деклинација објекта је - 5° 0' 33" а ректасцензија 12h 41m 15,8s. Привидна величина (магнитуда) објекта IC 804 износи 13,6 а фотографска магнитуда 14,4.